# Dieuwertje Blok
Dieuwer Sarah (Dieuwertje) Blok (Nederhorst den Berg, 8 augustus 1957 – Aerdenhout, 2 maart 2025) was een Nederlandse omroepster, televisiepresentatrice en actrice.

## Levensloop

### Jeugd
Blok is een dochter van historicus Dick Blok (1925–2019) en Henny Gazan (1923–2008). Ze is een kleindochter van kleinkunstenares Stella Fontaine (artiestennaam van Saartje Gazan-Canes). Ze heeft twee zussen: jazzzangeres Francine Blok en radio- en televisiemaakster Tessel Blok. Naar eigen zeggen genoot ze een 'onbezorgde en beschermde jeugd in een huis vol boeken aan de rand van de Spiegelplas'. Haar vader was enige tijd wethouder voor de PvdA in Nederhorst den Berg.
Na haar mavodiploma te hebben gehaald, doorliep Blok in korte tijd met succes de havo.

### Televisie- en radioloopbaan

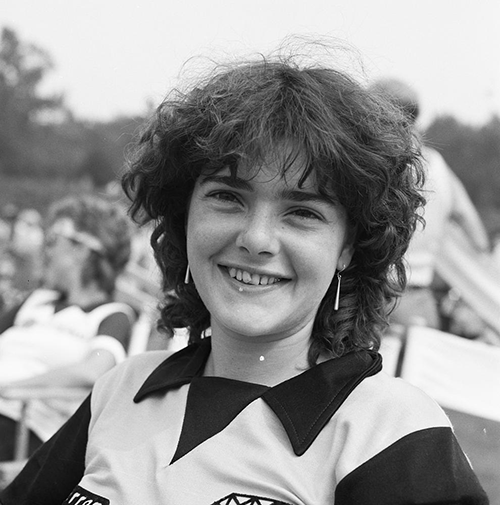
Blok tijdens AVRO's Sterrenslag in 1981

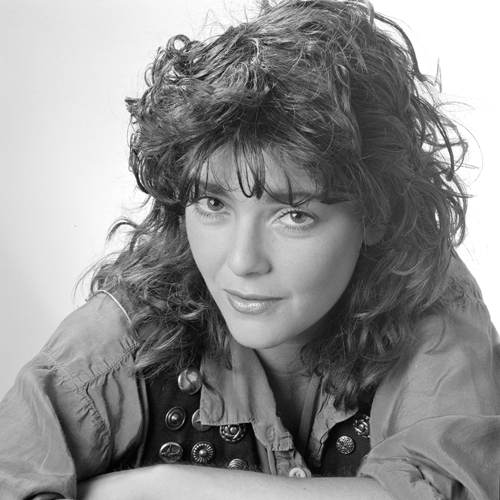
Dieuwertje Blok in 1989

Nadat ze eerst een jaar bij platenmaatschappij VIP Records had gewerkt, werd ze fotoredacteur op de fotoredactie van het KRO-programmablad TV Studio. In 1980 werd ze omroepster voor de KRO en RKK. Ze presenteerde Sport op Maandag en KRO's Middageditie. Incidenteel was ze ook te zien als omroepster bij de IKON.
Na een openhartig artikel in Vrij Nederland, waarin ze over zichzelf schreef en verklaarde atheïst te zijn, stapte ze in 1985 over naar de VARA. Daar presenteerde ze Filmnieuws en Zomertijd. Met Ati Dijckmeester en Marjolijn Uitzinger presenteerde ze het programma Drie vrouwen, naar een idee van Marcel van Dam. Ook nam Blok in 1989 samen met Jan Douwe Kroeske en later met Bas Westerweel de presentatie van het SchoolTV Weekjournaal op zich. In 1989 stapte Blok over naar de commerciële omroep RTL-Véronique. Ze presenteerde daar De 5 Uur Show, De Prime Time Show en haar eigen talkshow Dieuwertje. Toen haar talkshow in 1990 abrupt van het scherm werd gehaald, spande ze een rechtszaak aan tegen RTL 4 (opvolger van RTL-Véronique) die haar 150.000 gulden opleverde. Afwisselend met Mieke van der Weij presenteerde ze van 1992 tot 1994 voor de Amsterdamse zender AT5 de talkshow AT5 Live.
In 1994 keerde Blok terug bij KRO-televisie, waar ze tot in 2001 Ontbijt TV presenteerde en een serie KRO-programma's maakte onder de titel Er is meer tussen Hemel en Aarde. Vanaf 12 januari 2004 presenteerde ze samen met Theodor Holman het praatprogramma Dolce Vita. Blok werd eind februari vervangen door Hansje Bunschoten, omdat het programma vanaf 1 maart rechtstreeks werd uitgezonden. Ze zag hierdoor geen mogelijkheden om werk en privé te combineren.
Blok was tot 2005 een van de wekelijkse presentatoren van het radioprogramma Desmet live (thans OBA live) van de Humanistische Omroep. Ze presenteerde van 2001 tot en met 2023 het Sinterklaasjournaal en sinds 2002 presenteerde ze ook de landelijke intocht van Sinterklaas, samen met Rik Hoogendoorn en sinds 2007 met Jeroen Kramer. In 2007 speelde ze de rol van Neeltje in de film SEXtet. Daarnaast speelde ze in 2008 in Op bezoek bij Sinterklaas als presentator van het nieuws en in 2009 in de bioscoopfilm Het sinterklaasjournaal: De meezing moevie. Voor de educatieve zender ETV maakte ze de serie Blokletters; zes afleveringen over vrouwen die functioneel analfabeet zijn. In 2018, 2019 en 2020 presenteerde zij bij de NPO een alternatieve Sinterklaasshow, omdat Paul de Leeuw in deze jaren bij RTL werkte, met als gevolg dat zijn Sinterklaasshow in deze jaren bij RTL 4 werd uitgezonden. Deze alternatieve Sinterklaasshow werd in deze jaren op het oorspronkelijke tijdsslot van deze Sinterklaasshow uitgezonden.
Van 2008 tot en met maart 2011 presenteerde Blok drie dagen per week het radioprogramma De Ochtendshow bij de regionale zender Omroep West. Verder was ze de vaste vervanger van Mieke van der Weij in de TROS Nieuwsshow op zaterdagochtend via Radio 1, die ze dan presenteerde met haar echtgenoot Peter de Bie.

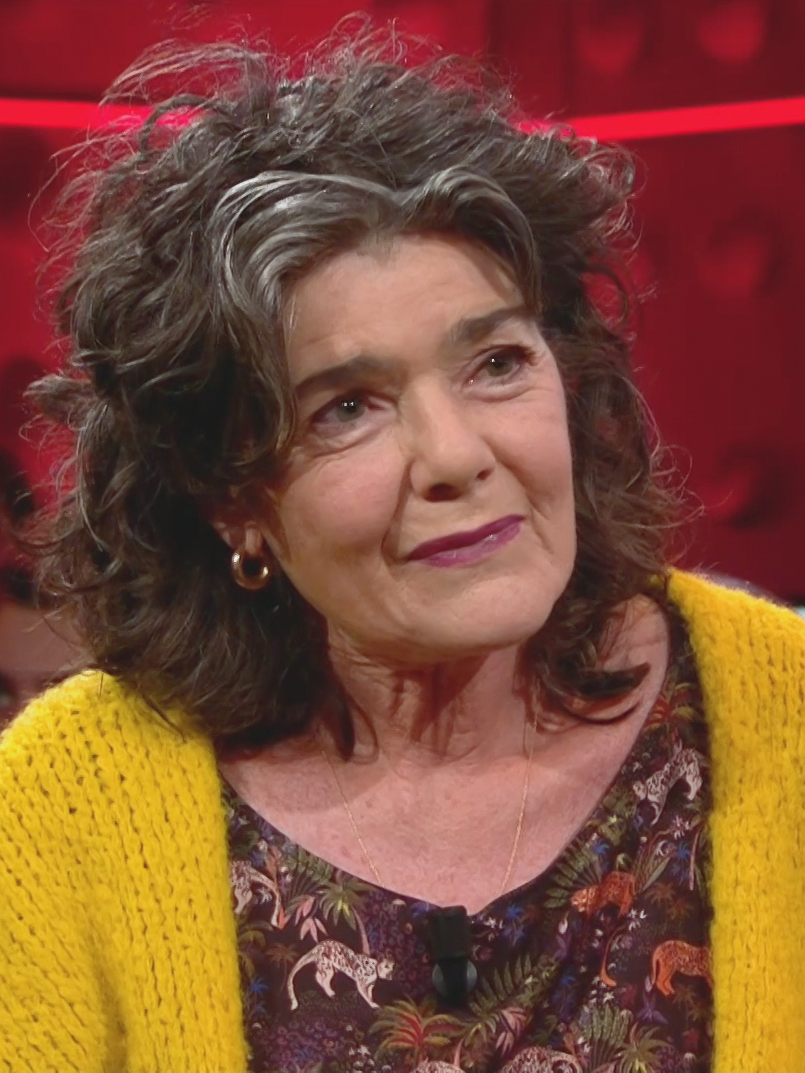
Blok in 2018

In 2014, 2015 en 2016 presenteerde ze samen met Janny van der Heijden het NTR-televisieprogramma Landinwaarts. In 2020 presenteerde zij de coronaversie van het Sinterklaasjournaal. De Sint kwam dat jaar aan in een niet nader genoemde plaats aan de (fictieve) Dieuwertje Blokkade. In 2021 ging haar programma Reisgenøten van start, waarin ze bekende Nederlanders op verschillende plaatsen in Denemarken ontving.
In 2021 was ze te gast in het televisieprogramma Sterren op het Doek.
Verder was zij vaste presentator in het Radio 4-programma Podium van de NTR, een programma met veel nieuwe klassieke cd-opnamen en liveoptredens. Op vrijdagmiddag tussen 16.00 en 19.00 uur en geregeld invaller voor hetzelfde programma op andere dagen. Uitzendingen sloot zij steevast af met het motto "Maak er wat van!" Samen met Floris Kortie volgde zij in 2022 Paul Witteman op als presentator van diens klassiekemuziekprogramma Podium Witteman, dat werd omgedoopt in Podium Klassiek. Vanaf het tweede seizoen kwam de presentatie geheel in handen van Kortie. Een aangekondigd programma Blokje Podium, dat vanaf 2024 gepresenteerd zou worden door Blok, ging niet door.

### Nevenactiviteiten
Blok zat in de Raad van Advies van Een Ander Joods Geluid. Ook was ze ambassadeur van de Nederlandse Hartstichting en het Wereld Natuur Fonds, bestuurslid van de Volksuniversiteit en vrijwilliger voor VluchtelingenWerk. 
Sinds 2019 gaf Blok 'vrijheidscolleges' op basis- en middelbare scholen. In september 2022 maakte zij haar schrijversdebuut met Dragelijke lichtheid. Het boek is gebaseerd op dagboeknotities van haar (joodse) moeder Henny Gazan in de oorlogsjaren 1939 tot 1942, het jaar dat Gazan moest onderduiken. Zowel Gazan als haar ouders overleefden de oorlog, de meeste andere familieleden werden door de nazi's vermoord.
Op 4 mei 2023 gaf Blok een toespraak tijdens de Nationale Dodenherdenking op de Dam in Amsterdam.

### Persoonlijk
Dieuwertje Blok was van 2000 tot haar overlijden getrouwd met radio- en tv-presentator Peter de Bie. Uit een eerder huwelijk had zij een zoon en een dochter.
In 2024 werd haar neus vanwege huidkanker geamputeerd, waardoor ze haar werk voorlopig moest neerleggen. Door een uitzaaiing in de hals, en daardoor een nieuwe operatie en een lang behandelingstraject, werd het voor haar onmogelijk om eind 2024 het Sinterklaasjournaal te presenteren. De presentatie werd dat jaar overgenomen door Merel Westrik.
Blok zou op 7 februari 2025 terugkeren als presentatrice van het NPO Klassiek-programma NTR Podium. Eind januari werd echter duidelijk dat ze opnieuw kanker had, en dat dit ongeneeslijk was. Ze nam daarop definitief afscheid van haar radio- en televisiewerk. Blok overleed op 2 maart van dat jaar op 67-jarige leeftijd. Op 8 maart werd ze herdacht met een bijeenkomst in Naarden. Twee dagen later werd ze in kleine kring begraven op de natuurbegraafplaats Geestmerloo in Koedijk.

## Onderscheidingen

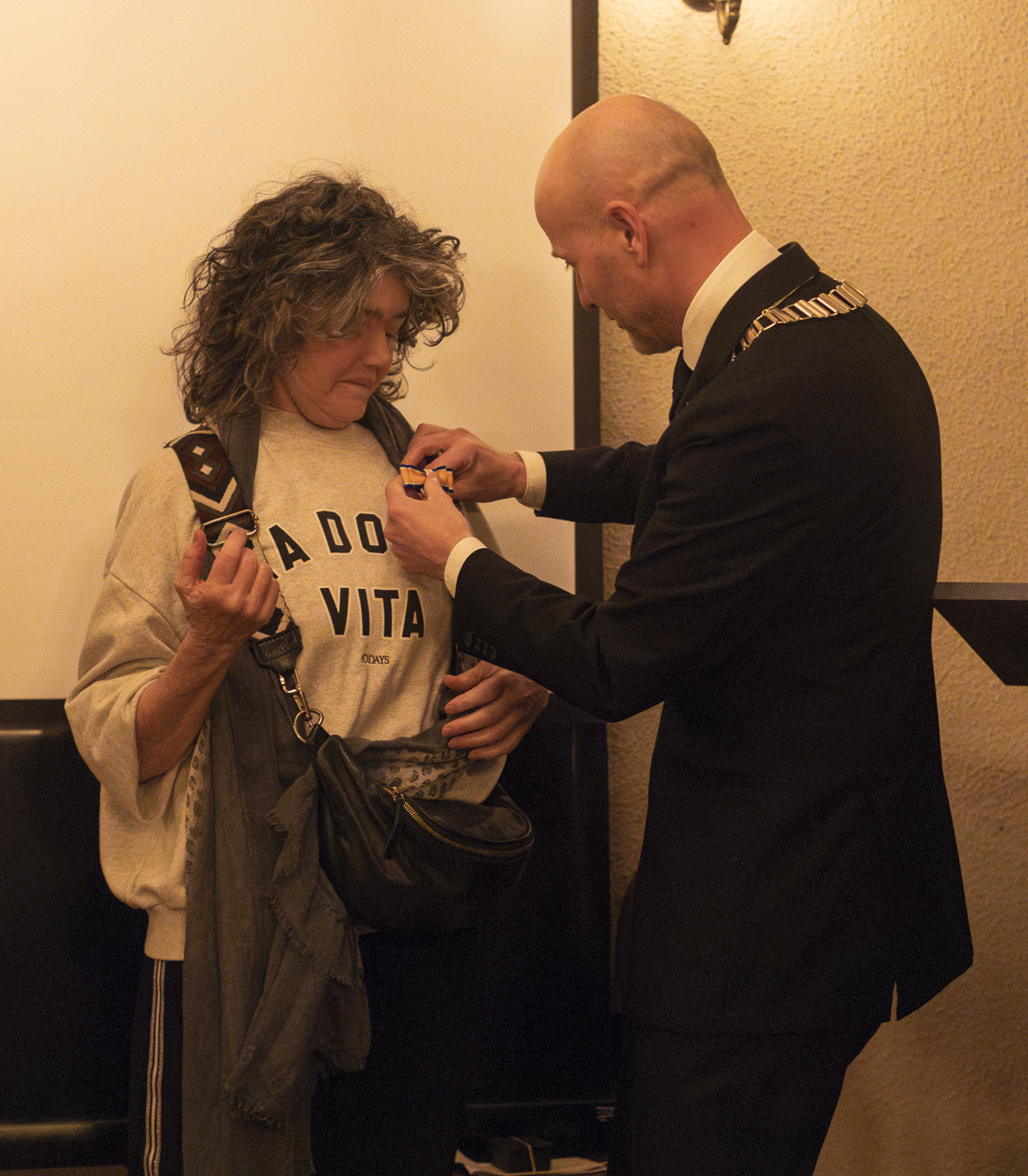
Dieuwertje Blok wordt in december 2024 onderscheiden door burgemeester Mark Verheijen van Wijdemeren.

In december 2012 ontving Blok tijdens het Gouden Pepernoot Gala een Gouden Pepernoot Oeuvre Award voor haar positieve bijdrage aan de sinterklaascultuur in Nederland.
Verder kreeg ze tijdens het Gouden Televizier-Ring Gala in oktober 2013 de Gouden Stuiver uitgereikt voor het Sinterklaasjournaal, in de categorie 'Beste Kinderprogramma'.
Op 3 december 2024 werd Blok benoemd tot ridder in de Orde van Oranje-Nassau. Bij de uitreiking werd de verbindende kracht van Blok geroemd.

## In de media
In 1983 werd er een 'fanlied' Dieuwertje voor haar gemaakt door Maurits Santen. In de Herman Finkers-special Herman Finkers van zijn elpee: Van zijn Elpee, uitgezonden op de Nederlandse televisie op 11 december 1988, figureerde Blok als engel in het lied Jesus will come en als schoonmaakster.